# Winifred Edgerton Merrill
Winifred Haring Edgerton Merrill (Ripon, Wisconsin, 24 de septiembre de 1862-6 de septiembre de 1951) fue la primera mujer en recibir un título de la Universidad de Columbia y la primera mujer estadounidense en recibir un doctorado en matemáticas. Recibió un doctorado con altos honores de la Universidad de Columbia en 1886, por votación unánime de la junta directiva, después de ser rechazada una vez.

## Biografía
Fue la única hija de Clara y Emmett Edgerton, quienes construyeron un pequeño observatorio casero para ella. Se graduó de Wellesley College en 1883 y enseñó durante un tiempo en la escuela Sylvanus Reed. Continuó su interés por la astronomía utilizando de forma independiente los datos del observatorio de Harvard para calcular la órbita del cometa Pons-Brooks de 1883. Luego solicitó permiso a la Universidad de Columbia para usar su telescopio. El 4 de febrero de 1884 los miembros del consejo de administración estuvieron de acuerdo, considerándola un "caso excepcional" y advirtiéndole "no molestar a los estudiantes varones". Se le pidió que trabajara como asistente de laboratorio del director del observatorio.
Estudió matemáticas y astronomía en Columbia, que en ese momento era una institución exclusivamente masculina. Sus maestros incluyeron a los profesores John Krom Rees, John Howard Van Amringe y William Guy Peck. Después de que los directores rechazaran su primera apelación para recibir un título, el presidente Frederick A. P. Barnard le aconsejó que hablara con cada uno de ellos individualmente. En la próxima reunión, recibió el doctorado con altos honores de la Universidad de Columbia en 1886, por votación unánime. Su tesis fue "Multiple Integrals and Their Geometrical Interpretation of Cartesian Geometry, in Trilinears and Triplanars, in Tangentials, in Quaternions, and in Modern Geometry; Their Analytical Interpretations in the Theory of Equations, Using Determinants, Invariants and Covariants as Instruments in the Investigation" ("Integrales múltiples y su interpretación geométrica de la geometría cartesiana, en trilineales y triplanarios, en tangenciales, en cuaterniones y en geometría moderna; sus interpretaciones analíticas en la teoría de ecuaciones, utilizando determinantes, invariantes y covariantes como instrumentos en la investigación").

En 1886 Winifred Edgerton obtuvo el título de doctor en Matemáticas en Columbia, la primera graduada de Wellesley en recibir ese título, y probablemente la primera mujer en el país en obtenerlo en matemáticas. En ese momento, quedamos muy impresionados y complacidos de conocer los resultados de un esfuerzo por parte de algunos hombres de Columbia para hacer las cosas difíciles para esta estudiante no deseada. Le pidieron a su profesor que usara el texto más difícil posible en su curso de Mecánica celestial. El libro elegido fue Mecánica Celeste de Watson, que la clase de la señorita Hayes, incluida Winifred Edgerton, habían usado en Wellesley.
.

Mary Williams escribe que "La concesión de este título fue el evento sobresaliente del inicio de Columbia en 1886. Cuando le dieron su diploma, según los informes de los periódicos, hubo un terrible aplauso que los valientes estudiantes mantuvieron completamente por dos minutos".

## Carrera
Winifred enseñó matemáticas en diversas instituciones durante varios años después de su graduación de Columbia. Le ofrecieron un puesto como profesora de matemáticas en el Wellesley College, pero lo rechazó debido a los planes que tenía de matrimonio con Frederick Merrill en 1887. Merrill también graduado de Columbia (1885; PhD, 1890), se convirtió en geólogo del estado de Nueva York (1899–1904) y director del Museo del Estado de Nueva York. Tuvieron cuatro hijos.
Winifred también fue miembro de un comité que solicitó a la Universidad de Columbia la fundación de Barnard College en 1889, la primera institución secular de Nueva York en otorgar a las mujeres el título de artes liberales.
En 1906 fundó la Escuela Oaksmere para niñas, dirigiéndola hasta 1928, cuando suspendió la escuela y se mudó a la ciudad de Nueva York.

La escuela fue la primera en New Rochelle, pero pronto se mudó a su finca en Mamaroneck en Long Island Sound. Abrió una sucursal en París, Oaksmere Abroad, en 1912. También ayudó a financiar el equipo estadounidense que participó en el primer encuentro internacional de atletismo para mujeres, que se celebró en París en 1922.
.

Publicó y habló sobre educación y fue una directora del Wellesley College. En 1919, publicó un sistema para "traducir" firmas a música. Entre 1948 y 1951 trabajó como bibliotecaria en el Hotel Barbizon en la ciudad de Nueva York.
Al cumplirce cincuenta años de su graduación en Wellesley, un retrato de Winifred Edgerton Merrill fue expuesto en Columbia y actualmente está colgado en uno de los edificios académicos con la inscripción "Ella abrió la puerta".